# Palaeopsychops latifasciatus
Palaeopsychops latifasciatus  (лат.) — ископаемый вид сетчатокрылых насекомых рода Palaeopsychops  из семейства Ithonidae (ранее в Polystoechotidae). 

## Опсиание
Обнаружен в эоценовых отложениях Европы (Fur Formation, Дания, около 50 млн лет). Размер переднего крыла — 42,0×18,0 мм. Вид Palaeopsychops latifasciatus был впервые описан в 2001 году датским палеоэнтомологом Стигом Андерсеном (Stig Andersen; Geological Museum, Копенгагенский университет, Копенгаген, Дания) вместе с таксонами Palaeopsychops abruptus, Palaeopsychops angustifasciatus Palaeopsychops maculatus и другими новыми ископаемыми видами. Таксон Palaeopsychops latifasciatus включён в состав рода Palaeopsychops Andersen 2001. Сестринские таксоны: P. abruptus, P. quadratus, P. dodgeorum, P. angustifasciatus, P. maculatus, P. douglasae, P. marringerae, P. setosus, P. timmi.